# Halteras (Antigua Grecia)

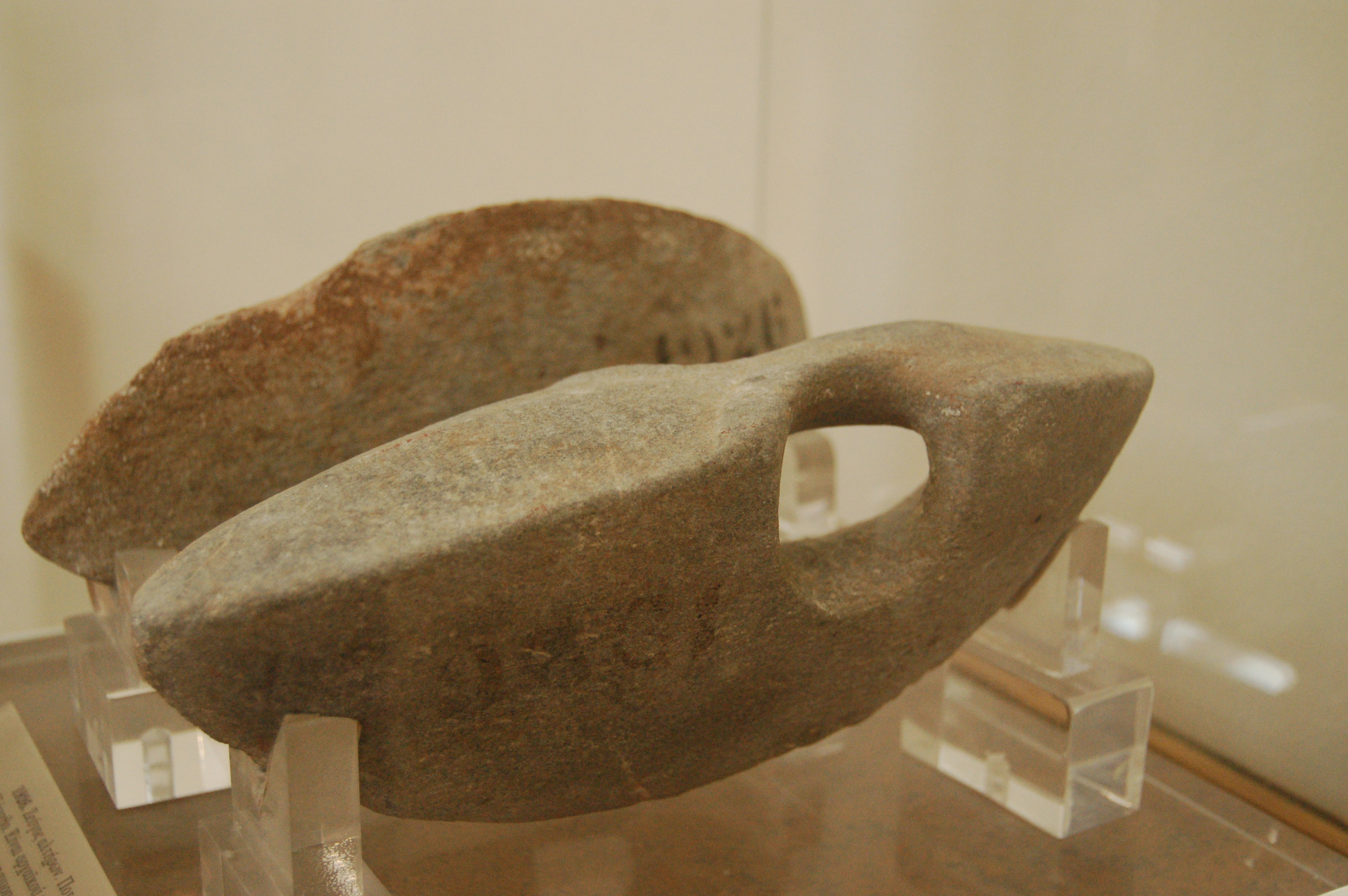
Halteras utilizadas en los juegos atléticos de la Antigua Grecia.Museo Arqueológico Nacional de Atenas.

Halteras (en griego: ἁλτῆρες, de "ἅλλομαι" - hallomai, "salto, rebote"; cf. "ἅλμα" - halma, "saltando") eran un tipo de mancuernas utilizadas en la Antigua Grecia. En los deportes griegos, las halteras fueron  utilizadas como levantamiento de pesas y también como pesos en su versión del salto de longitud, el cual probablemente consistía en un conjunto de tres saltos. Las halteras se llevaban en ambas manos para permitir que un atleta pudiera saltar una distancia mayor. Tal vez las dejaban caer tras el primero o segundo salto. Según evidencias arqueológicas, el atleta balancearía los pesos hacia atrás y luego las echaba hacia delante justo antes del despegue y las hacía pivotar hacia atrás justo antes de liberarlas y aterrizar. Las halteras sen fabricaban en piedra o metal y pesaban entre 12 y 35 kg . 
El biofísico Alberto E. Minetti de la Universidad metropolitana de Mánchester calcula que  las halteras añadirían aproximadamente 17 cm en un salto de 3 m de largo.

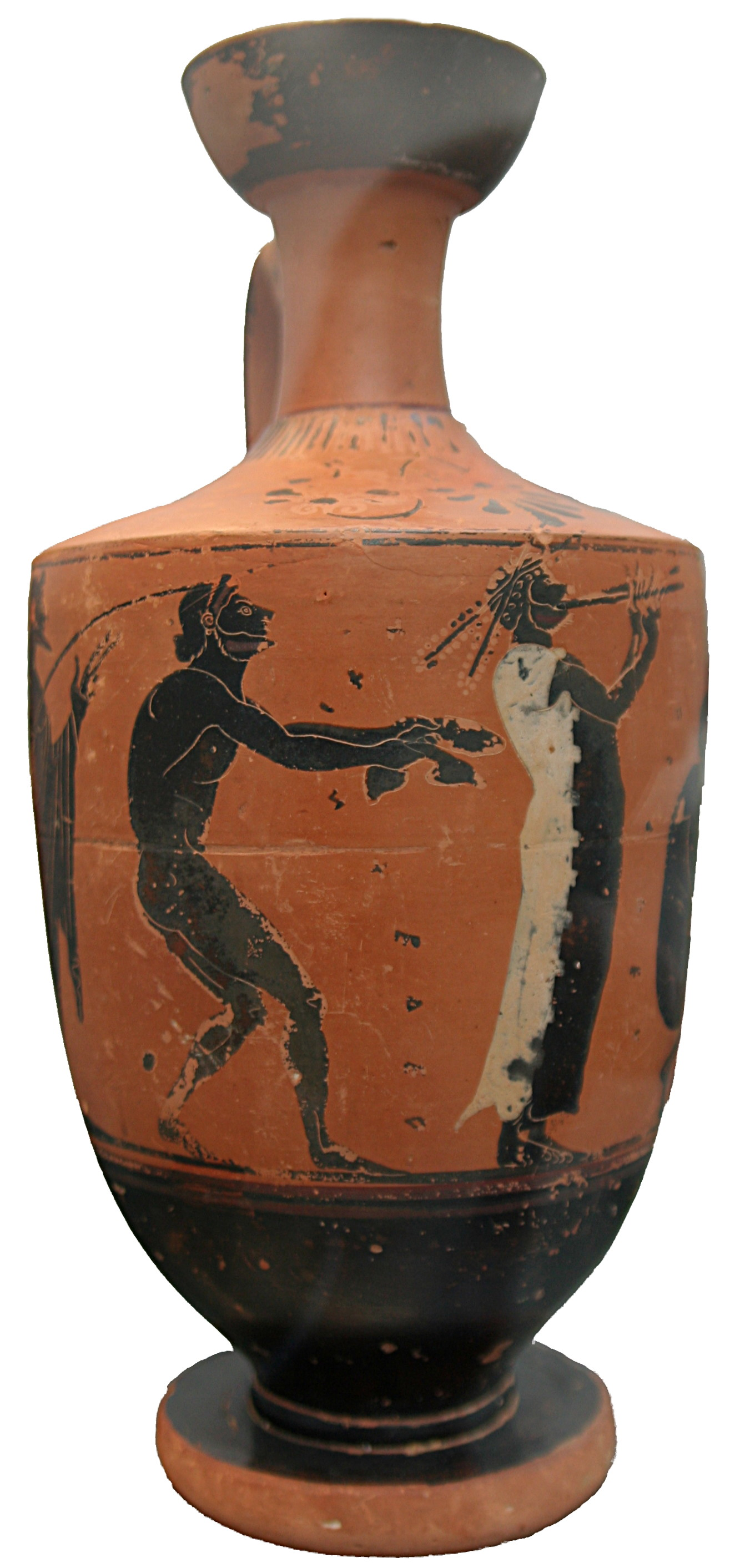
Atleta llevando halteras. Lécito ático de figuras negras, 525–500 a. C., hallado en Sicilia. Staatliche Antikensammlungen, Múnich.
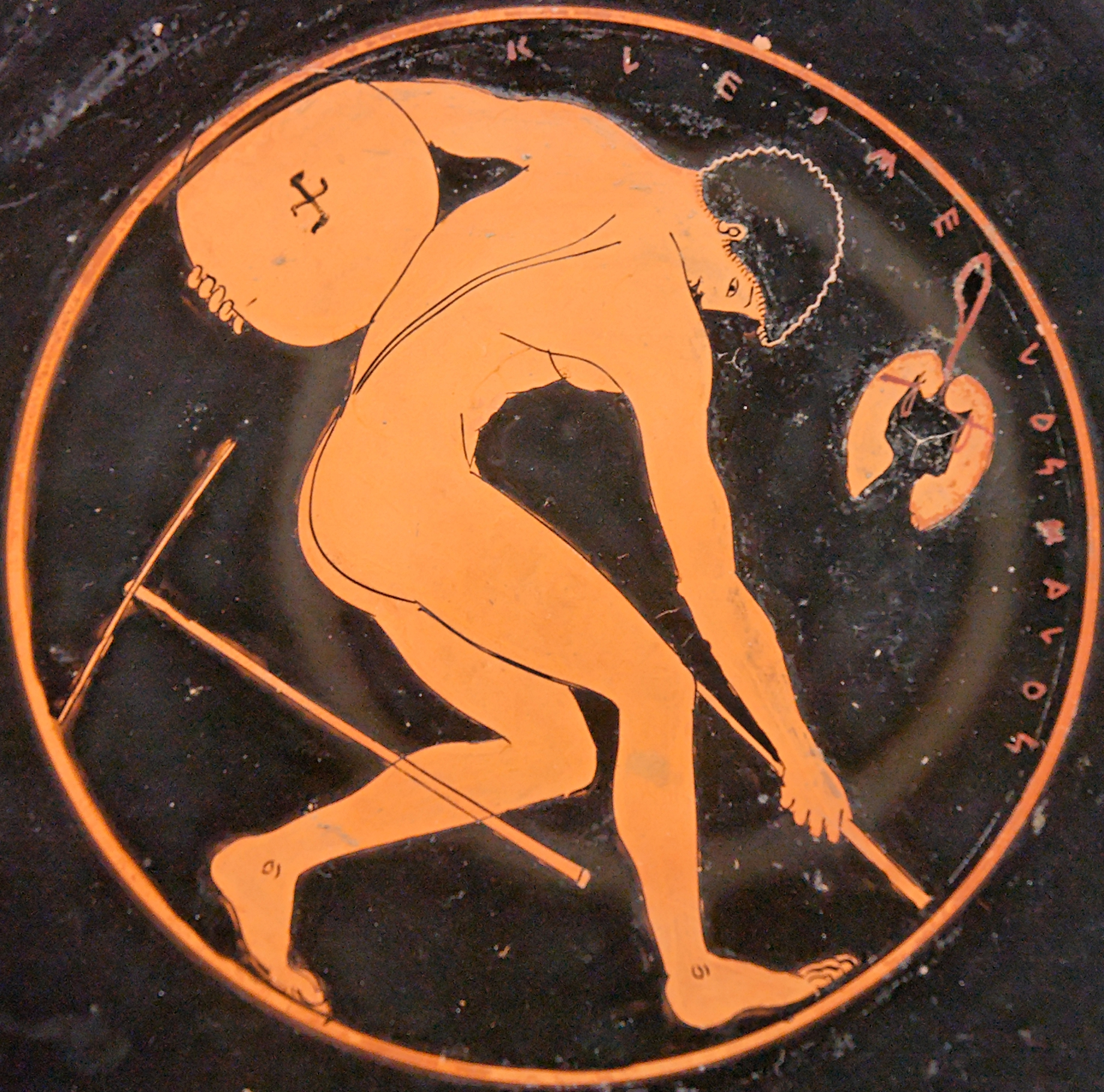
Muchacho joven con un disco en la palestra. Cerca de él, una selección para preparar el aterrizaje en tierra para el salto de longitud y un par de halteras para mantener el equilibrio durante el salto. Tondo de un kílix ático de figuras rojas, 510–500 a. C., Museo del Louvre, París.
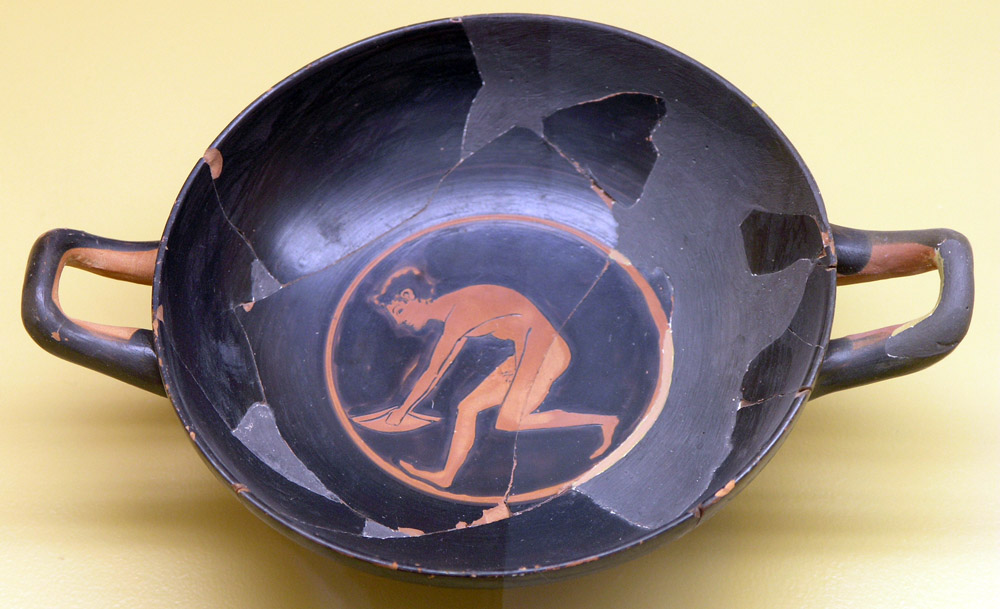
Saltador con halteras. Kílix ático de figuras rojas, ca. 510 a. C. Museo del Ágora de Atenas.
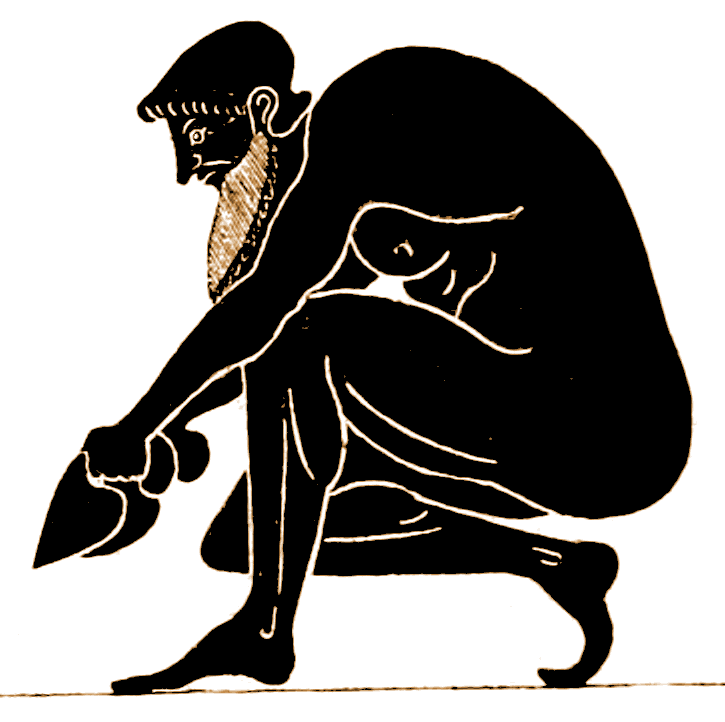
Griego en posición de semicuclillas haciendo ejercicios con dos mancuernas.